# Tripeptide
Un tripeptide est une molécule constituée de trois résidus d'acide aminé liés par une liaison peptidique.

## Exemples de tripeptides
- Eisenine (pGlu-Gln-Ala-OH) un peptide à activité immunologique isolé d'une algue marine japonaise, Eisenia bicyclis, plus communément appelée Aramé.
- GHK-Cu (glycyl-L-histidyl-L-lysine) un peptide humain se liant au cuivre, avec une activité de cicatrisation des plaies et de remodelage de la peau, utilisé dans les cosmétiques anti-âge, et souvent simplement appelé « peptide de cuivre » ou « tripeptide de cuivre » .
- Glutathion (γ-L-Glutamyl-L-cystéinylglycine) un important antioxydant dans les cellules animales.
- Isoleucine-proline-proline (IPP) présent dans les produits lactés,agit comme un inhibiteur de l'enzyme de conversion (ECA).
- Leupeptine (N-acetyl-L-leucyl-L-leucyl-L-argininal) un inhibiteur de protéase agissant également comme inhibiteur de calpaïne.
- Mélanostatine (prolyl-leucyl-glycinamide) une hormone peptidique  produit par l'hypothalamus inhibant la libération de l'hormone mélanotrope  (MSH).
- Acide ophtalmique (L-γ-glutamyl-L-α-aminobutyryl-glycine) un analogue du glutathion isolé dans le cristallin.
- Acide norophtalmique (y-glutamyl-alanyl-glycine) un analogue du glutathion (L-cystéine remplacé par L-alanine), isolé dans le cristallin.
- Hormone thyréotrope (TRH, thyrolibérine ou protiréline) (L-pyroglutamyl-L-histidinyl-L-prolinamide) une hormone peptidique stimulant la libération de la thyréostimuline et de la prolactine par l'anté-hypophyse.
- ACV (δ-(L-α-aminoadipyl)-L-Cys-D-Val), un précurseur-clef dans la biosynthèse de la pénicilline et de la céphalosporine.